# Tereza Delta
Tereza Delta (São Paulo, 2 de noviembre de 1919 - São Bernardo do Campo, 6 de agosto de 1993) fue una política brasileña, siendo una de las primeras mujeres en ocupar el cargo de alcaldesa en Brasil. Por su protagonismo en la Cámara de Concejales de São Bernardo do Campo, fue honrada con el nombre del pleno de esta cámara legislativa.

## Carrera política
Alrededor de 1943, vino a vivir a São Bernardo, instalándose en una finca en la confluencia de los caminos Mar y Vergueiro.
A finales de 1946 y principios de 1947, abrazó la campaña de Adhemar Pereira de Barros para gobernador del Estado de São Paulo, y en la ciudad apoyó el movimiento popular de protesta contra el ayuntamiento, ante los problemas de falta de azúcar, aceite y otros artículos, ganando la simpatía general. Adhemar de Barros, tras ser elegido y jurar como gobernador, destituyó a Wallace Simonsen de la alcaldía y nombró a Tereza como alcaldesa en un mandato intermedio, asumiendo el cargo en 1947. Permanecería en el cargo hasta finales de ese año, cuando se celebraron elecciones para concejal y alcalde.

Tereza Delta fue elegida concejal con el mayor número de votos registrado hasta entonces en São Bernardo. Fue elegida alcaldesa de la Cámara entre 1948 y 1951, momento en el que se apartó para ocupar un escaño en la Asamblea del Estado, para la que había sido elegida como diputada, ejerciendo el cargo de 1951 a 1955.
 Durante este mandato fue responsable de la creación de la primera escuela pública de la ciudad, el Instituto de Educación João Ramalho, de la construcción del edificio del Grupo Escolar María Iracema Munhoz, de la construcción del viaducto del kilómetro 23 de la Carretera Anchieta y también de la finalización por parte del Estado de las obras del primer hospital público de la ciudad, hoy llamado Hospital Escola Anchieta. Al mismo tiempo, coordinó la construcción y consiguió, en 1953, elevar el municipio a la categoría de comarca, cuyo foro fue instalado dos años después por el alcalde en funciones, Sigismundo Sérgio Ballotim.
En 1960, volvió a ser diputada estatal, como suplente llamada a ocupar un escaño temporal en la Asamblea Legislativa del Estado. Después de retirarse de la política, continuó dedicándose a las actividades de microempresaria y murió el 6 de agosto de 1993.